# James Marsh (químico)
James Marsh (Londres, 2 de setembro de 1794 – Woolwich, 21 de junho de 1846) foi um químico britânico conhecido pela invenção do teste de Marsh para detecção de arsênico.

## Vida
Nascido em Kent, ele trabalhava como operário em Woolwich no final da década de 1810 e início da década de 1820, antes de ingressar na Artilharia Real. Ele era casado com Maria e tinha quatro filhos, dois dos quais morreram na infância. Suas filhas sobreviventes foram Lavinia Bithiah (1821-1896) e Lucretia Victoria (1829-1910).

## Trabalho científico
Enquanto Marsh era o mais famoso por inventar o teste que leva seu nome, ele também era um cientista hábil e inventivo, que ocupou o cargo de Ordnance químico no Arsenal Real em Woolwich. Ele desenvolveu a espoleta de parafuso de tempo para projéteis de argamassa e em 1830 o tubo de percussão. Em 1832, o HMS Castor foi o primeiro navio a ter suas armas modificadas com essas inovações. Eles não foram aprovados para o Exército até 1845, quando Woolwich começou sua fabricação - apenas para a artilharia costeira. Eles se tornaram obsoletos em 1866. Marsh também trabalhou como assistente de Michael Faraday na Academia Militar Real próxima de 1829 a 1846.
Marsh inventou a forma mais antiga de interruptor elétrico vibratório em 1824. Consistia em um fio reto eletricamente conectado e suspenso de forma flexível na parte superior, enquanto a extremidade inferior se estendia em um canal raso cheio de mercúrio que servia como um segundo contato elétrico. A extremidade inferior do fio também foi posicionada entre os polos de um poderoso ímã permanente em forma de ferradura. Quando a corrente elétrica fluía através do fio, o campo magnético do fio criava uma força com o campo do ímã permanente de forma que o fio girava para fora da calha de mercúrio e interrompia o circuito elétrico. Sem a força magnética, o fio cairia para trás devido à força da gravidade no mercúrio, restaurando assim a conexão e reiniciando o ciclo de vibração.

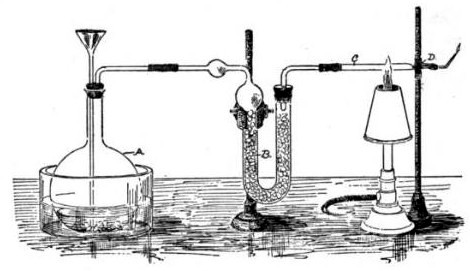
Aparelho para o teste de Marsh

Em 1840, Marsh foi chamado como químico pela promotoria em um julgamento de assassinato, no qual um certo John Bodle foi acusado de envenenar seu avô com café com arsênico. Marsh realizou o teste padrão misturando uma amostra suspeita com sulfeto de hidrogênio e ácido clorídrico. Embora ele tenha sido capaz de detectar o arsênico como trissulfeto de arsênico amarelo, quando foi mostrado ao júri ele havia se deteriorado, permitindo que o suspeito fosse absolvido devido a dúvidas razoáveis. Irritado com isso, Marsh desenvolveu um teste muito melhor. Ele combinou uma amostra contendo arsênio com ácido sulfúrico e zinco sem arsênio, resultando em arsinagás. O gás foi inflamado e se decompôs em puro arsênico metálico que, quando passado para uma superfície fria, apareceria como um depósito preto prateado. O teste era tão sensível que podia detectar apenas um quinquagésimo de miligrama de arsênico. Ele descreveu esse teste pela primeira vez no The Edinburgh Philosophical Journal em 1836.